# Safir Engineering
Safir Engineering – brytyjski konstruktor samochodów sportowych i wyścigowych.

## Historia
Firma została założona przez Johna Thorpe'a. Pierwszym samochodem marki Safir był przemianowany pojazd Formuły 1 Token RJ02, oryginalnie skonstruowany przez Rondel Racing. Safir RJ02 uczestniczył w kilku nieoficjalnych wyścigach Formuły 1 w 1975, a jego kierowcą był Tony Trimmer. W 1975 roku Safir zbudował także model Formuły 3, RJ03. Ten napędzany silnikiem Forda pojazd, zaprojektowany przez Raya Jessopa, był prawdopodobnie rozwinięciem samochodu produkcji Delty. Za aerodynamikę był odpowiedzialny Alan England. Była to stosunkowo udana konstrukcja, którą Patrick Nève odniósł zwycięstwo w Knockhill. Mimo tego założenie wystawienia pięciu samochodów nie zostało zrealizowane. Główną zmianą w 1976 roku była zmiana silnika na jednostkę Toyoty. Jednakże po śmierci Jessopa Safir zarzucił projekt.
W 1980 roku firma kupiła prawa do Forda GT40 i kontynuowała jego produkcję.